# Lista de falhanços militares

Batalha de Lepanto

Esta é uma lista de falhanços militares. Por falhanço entende-se um conflito ou confronto armado onde um dos oponentes sofre uma derrota marcada, desproporcionada e inesperada que pode ou não ter tido consequências no rumo da história. As razões para o falhanço militar são diversas e podem incluir mau planejamento, incompetência de tropas e/ou comandantes, condições atmosféricas, problemas técnicos e/ou capacidades excepcionais do inimigo.  

## Antiguidade
- Batalha de Salamina (480 a.C.), a frota Persa é derrotada e destruída por navios gregos.[1]
- Batalha de Gaugamela (331 a.C.), Alexandre, com apenas 47 mil homens, vence Dário III que tinha cerca de 100 mil homens.[2]
- Batalha de Drépano, primeira guerra púnica (249 a.C.), 93 navios da frota romana (num total de 120) são afundados pelos cartaginenses depois de uma série de erros trágicos e azares na aproximação dos romanos ao porto de Drepana; o cônsul Públio Cláudio Pulcro foi mais tarde considerado responsável pela debacle e exilado de Roma.
- Batalha de Canas, segunda guerra púnica (216 a.C.), Aníbal Barca aniquila os exércitos romanos, comandados por Lúcio Emílio Paulo e Caio Terêncio Varrão; 80% do exército romano foi morto ou capturado, incluindo os seus comandantes.
- Batalha da Floresta de Teutoburgo (9 AD), a décima-sétima, décima-oitava e décima-nona legiões romanas são massacradas numa emboscada organizada por Armínio, um príncipe germânico; a consequência foi o estabelecimento do rio Reno como fronteira oriental do Império Romano.[3]
- Batalha de Adrianópolis (378), o imperador romano Valente é emboscado pela cavalaria gótica; Valente morreu no confronto, com grande parte da sua infantaria.[4]

## Idade Média

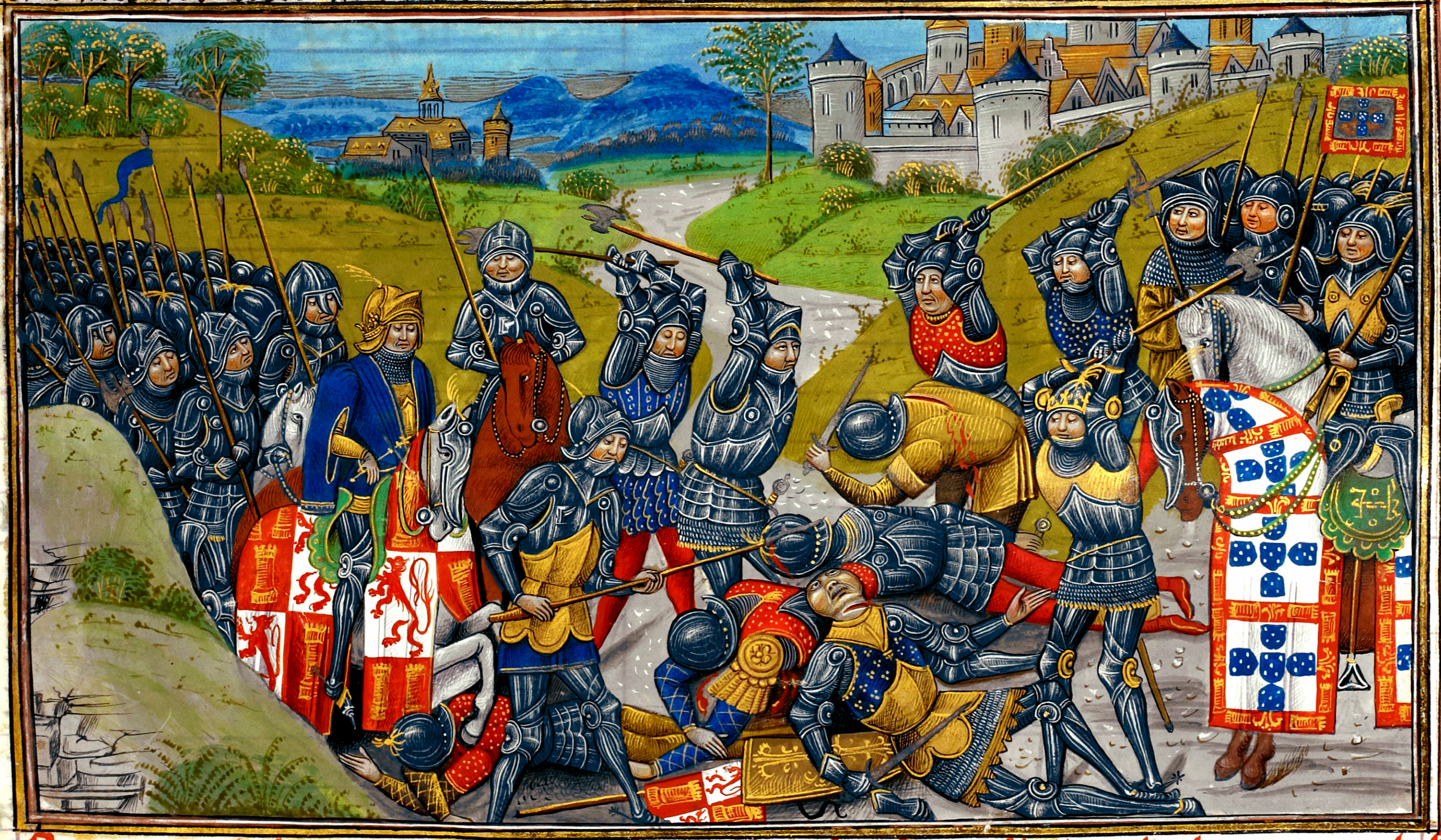
Batalha de Aljubarrota

- Batalha de Hatim (1187), os exércitos cruzados do reino de Jerusalém são aniquilados pelas forças de Saladino; o desastre ficou a dever-se a excesso de confiança e a uma falta grave de planeamento que levou os cruzados a aventurar-se numa zona desértica sem água suficiente ou provisões adequadas.[5]
- Batalha de Stirling (1297), William Wallace, o líder da resistência escocesa, sustém um ataque do exército inglês, comandado por John de Warenne, derrotando por completo o inimigo; o falhanço é mais notável tendo em conta que os ingleses estavam bem armados e equipado, por oposição aos escoceses que nem armaduras tinham, e a inépcia de Warenne, que fez questão de atacar os escoceses através de uma ponte que podia ser bem defendida.[6]
- Batalha de Mortgarten (1315) – O exército de Leopoldo I, Duque da Áustria é aniquilado pela Confederação Suíça numa emboscada surpresa; a obstinação do Duque em não fazer uso de patrulhas ajudou ao desastre.[7]
- Batalha de Aljubarrota (1385) – O exército português comandado por Nuno Álvares Pereira (ca. 6,000 homens) destrói as forças combinadas de Castela e França, lideradas por João I de Castela (ca. 30,000 homens); o desfecho teve como resultados práticos o fim da crise de 1383-1385 em Portugal, a fundação da dinastia de Aviz e a consagração da independência portuguesa, reafirmada por esta grande vitória de Dom João I.
- Batalha de Agincourt, guerra dos cem anos (1415) – Uma força muito superior de cavalaria francesa é aniquilada pela infantaria inglesa e seus archeiros; a derrota seguiu o padrão estabelecido em Poitiers e Crécy, quando os franceses, mais uma vez, não tiveram em conta a pontaria dos arqueiros ingleses.[8]

## Era Moderna
- Batalha de Lepanto (1571). A frota cristã derrota o império Otomano na que é considerada a maior batalha naval da história; os otomanos perderam 240 navios, para apenas 12 perdidos pelos europeus.
- A Campanha da Rússia (1812), pelo exército francês comandado por Napoleão Bonaparte resultou na perda quase total das suas tropas e foi o ponto de viragem das guerras napoleónicas.
- Na Carga da Brigada Ligeira (1854), um oficial britânico interpretou mal as ordens que lhe foram dadas e em consequência lançou a sua brigada de cavalaria numa carga suicida contra a artilharia russa.[9]
- Batalhas de Fredericksburg e Cold Harbor, guerra civil americana (1862, 1864), tornaram-se num massacre sem propósito quando as tropas unionistas atacaram as posições entrincheiradas do exército confederado.
- Batalha de Little Bighorn (1876), o general George Custer é derrotado por uma força bem organizada de nativos americanos; o único sobrevivente das forças de Custer foi um cavalo.[10]
- Batalha de Isandlwana (1879), o exército zulu, armado apenas com as suas lanças tradicionais, derrota e destrói dois batalhões de infantaria britânica.[11]
- Guerra de Canudos (1896-7), as três primeiras investidas do exército brasileiro foram aniquiladas pela resistência dos seguidores de Antônio Conselheiro.[12]

## Século XX

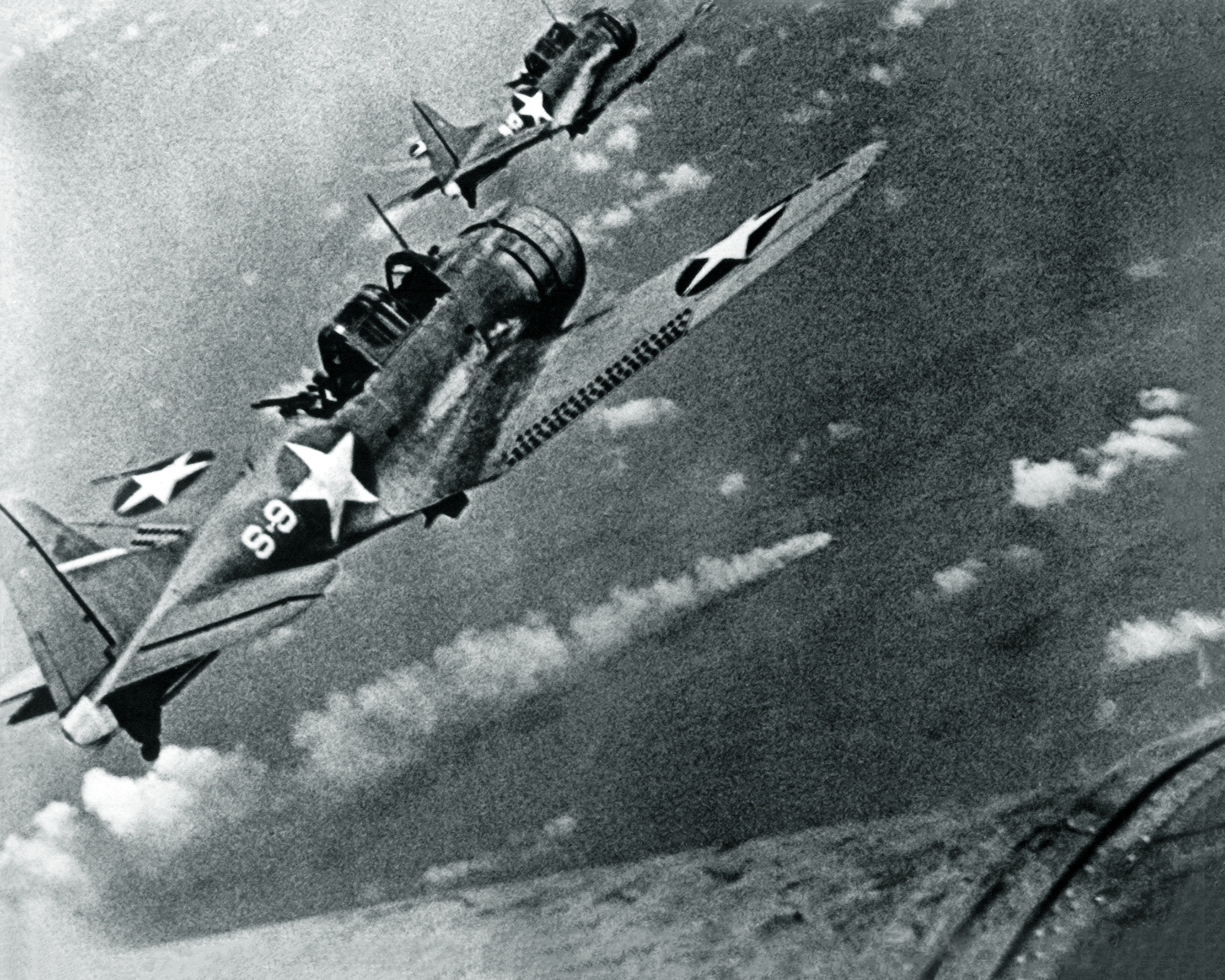
Caças estado-unidenses em acção na batalha de Midway

- Batalha de Gallipoli, Primeira Guerra Mundial (1915 – início de 1916), as tentativas aliadas de tomar Istambul através da península de Gallipoli resultam em 250,000 mortos.
- A linha Maginot foi o paradigma dos problemas de organização defensiva dos franceses no início da segunda guerra mundial.[13]
- Operação Compass (1941), o exército italiano é destruído na Líbia por forças britânicas (ca. de 36,000 aliados capturaram ca. de 130,000 prisioneiros de guerra italianos); com esta derrota de Mussolini, a Alemanha nazi foi obrigada a mobilizar tropas para o Norte de África.
- O ataque a Pearl Harbor (1941) destruiu a frota americana do Pacífico, atrasando a entrada efetiva da Marinha dos EUA na guerra do Pacífico por cerca de 6 meses; apesar dos estado-unidenses terem tido provavelmente informação prévia do ataque, via MAGIC.[14]
- Operação Typhoon (1941), tentativa desastrosa do exército nazista de tomar Moscovo; o episódio alcançou proporções trágicas na infantaria alemã principalmente devido ao otimismo cego de Hitler, que proibiu que se levasse equipamento de inverno na expedição (porque queria tudo acabado no Verão).[15]
- Queda de Singapura (Fevereiro de 1942), uma colónia britânica considerada inexpugnável, foi capturada por duas divisões de tropas japonesas; é a maior rendição em massa da história militar do Reino Unido.[16]
- Batalha de Midway (1942), tentativa da marinha japonesa, comandada pelo Almirante Yamamoto de capturar a base naval americana de Midway; a derrota marcante dos japoneses foi pelo menos em parte devida à eficiência dos criptanalistas americanos que descodificaram as mensagens que anteciparam o ataque.[17]
- Batalha de Stalingrado (Inverno de 1942/43), a rendição das tropas alemãs depois de um longo cerco marcou o ponto de viragem da segunda guerra mundial.[18]
- Operação Market Garden (1944), a tentativa pelos aliados de tomar posições atrás das linhas de defesa nazis nos Países Baixos, não só falhou completamente todos os objetivos como causou a destruição da 1ª Divisão Aerotransportada Britânica.
- Batalha de Dien Bien Phu (1954), os franceses são obrigados a retirar do Norte do Vietnã.[19]